# Isagoras subaquilus
Isagoras subaquilus is een insect uit de orde Phasmatodea en de  familie Pseudophasmatidae. De wetenschappelijke naam van deze soort is voor het eerst geldig gepubliceerd in 1947 door Rehn.